# Зірколист
Зірколист (Pseudobryum) — рід мохів родини зіркомохових (Mniaceae).
Види:
- Pseudobryum cinclidioides (Huebener) T.J. Kop.
- Pseudobryum speciosum (Mitt.) T.J. Kop.